# Ifrane (provincie)
Ifrane is een provincie, sinds 2015 in de Marokkaanse regio Fès-Meknès, daarvoor in de regio Meknès-Tafilalet.
Ifrane telt 14.338 inwoners op een oppervlakte van 331 km².

## Bestuurlijke indeling
De provincie is bestuurlijk als volgt ingedeeld:
| Name           | Geografische code | Type                | Huishoudens | Inwoners (2004) | Buitenlanders | Marokkanen | Opmerkingen                                                                                           |
| -------------- | ----------------- | ------------------- | ----------- | --------------- | ------------- | ---------- | --- |
| Azrou          | 271.01.01.        | Gemeente            | 11060       | 47540           | 31            | 47509      | |
| Ifrane         | 271.01.03.        | Gemeente            | 2715        | 13074           | 117           | 12957      | |
| Ain Leuh       | 271.03.01.        | Landelijke gemeente | 2321        | 10174           | 27            | 10147      | 5278 inwoners woonde in het centrum, genaamd Ain Leuh; 4896 inwoners woonde op het platteland.        |
| Ben Smim       | 271.03.03.        | Landelijke gemeente | 1267        | 6283            | 18            | 6265       | |
| Oued Ifrane    | 271.03.05.        | Landelijke gemeente | 2150        | 11028           | 0             | 11028      | 2488 inwoners woonde in het centrum, genaamd Had Oued Ifrane; 8540 inwoners woonde op het platteland. |
| Sidi El Makhfi | 271.03.07.        | Landelijke gemeente | 3124        | 16229           | 3             | 16226      | 2895 inwoners woonde in het centrum, genaamd Sidi Addi; 13334 inwoners woonde op het platteland.      |
| Tigrigra       | 271.03.09.        | Landelijke gemeente | 2090        | 10849           | 3             | 10846      | |
| Timahdite      | 271.03.11.        | Landelijke gemeente | 1908        | 10080           | 0             | 10080      | 2507 inwoners woonde in het centrum, genaamd Timahdite; 7573 inwoners woonde op het platteland.       |
| Dayat Aoua     | 271.81.01.        | Landelijke gemeente | 1542        | 8699            | 2             | 8697       | |
| Tizguite       | 271.81.03.        | Landelijke gemeente | 1643        | 9424            | 3             | 9421       | |

Ben Slimane · Khouribga · Settat · El Jadida · Safi · Boulmane · Fez · Moulay Yacoub · Sefrou · Kénitra · Sidi Kacem · Casablanca · Médiouna · Mohammedia · Nouaceur · Assa-Zag · Guelmim · Tan-Tan · Tata · Boujdour · Es-Semara · Lâayoune · Al Haouz · Chichaoua · Essaouira · Kelâat Es-Sraghna · Marrakech · Al Ismaïlia · El Hajeb · Errachidia · Ifrane · Khénifra · Meknès · Berkane · Figuig · Jerada · Driouch · Nador · Oujda-Angad · Taourirt · Aousserd · Oued ed Dahab · Khémisset · Rabat · Salé · Skhirat-Témara · Agadir-Ida-Ou-Tanane · Inezgane-Aït Melloul · Chtouka-Aït Baha · Ouarzazate · Taroudant · Tiznit · Zagora · Azilal · Béni-Mellal · Chefchaouen · Fahs-Bni Mkada · Larache · Tanger-Asilah · Tétouan · Al Hoceima · Taounate · Taza